# فننة

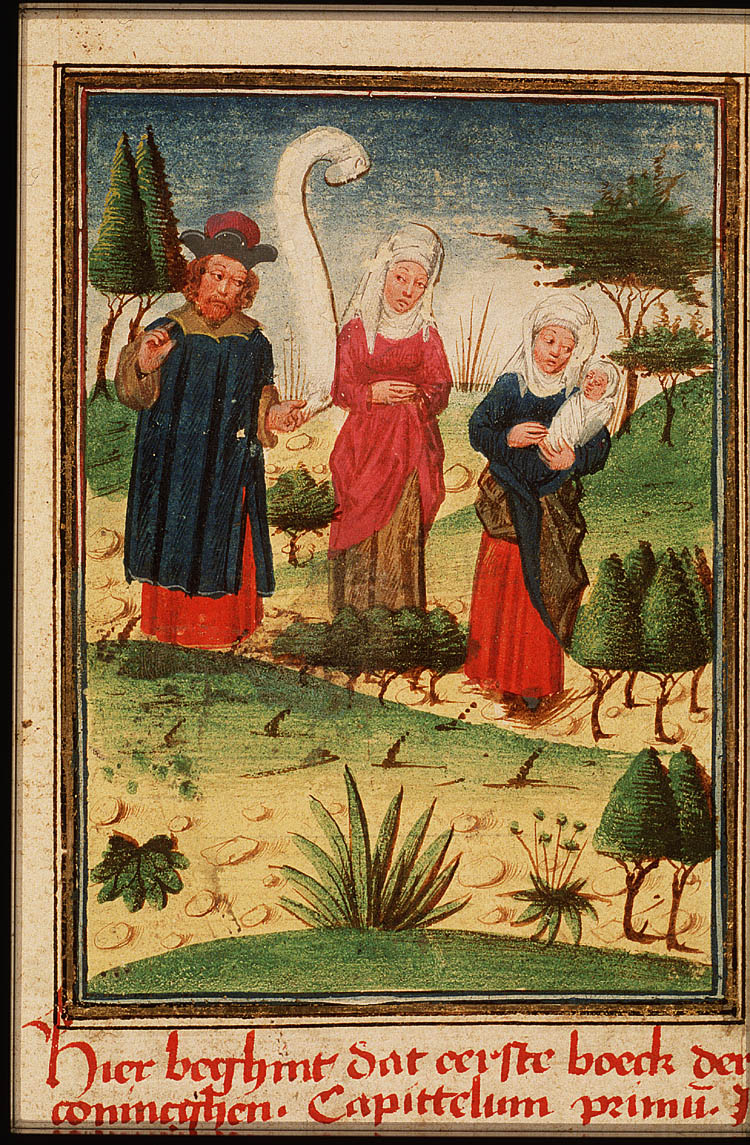
فننة (على اليمين) مع ألقانة وحنة عند عودتهم إلى رامة.

فننة (بالعبرية: חַנָּה‏)، هو إحدى زوجات ألقانة ذُكرت في سفر صموئيل الأول، واسمها قد يعني «مرجانة». كان لفننة أولاد وبنات، أما حنة فلم يكن لها أولاد. وكانت فننة تغيظ حنة ضرتها غيظًا شديدًا، وبخاصة في وقت ذهابهم جميعًا في العيد إلى بيت الرب في شيلوه.